# 紅旗・HQ3
HQ3（盛世）は、中華人民共和国の自動車ブランド、紅旗の高級乗用車である。

## 概要
2005年のオート上海に試作車を出品し、2006年11月16日に発表された。ベースは、提携先のトヨタ・クラウンマジェスタ(S180型)であり、フロントグリルを除いたデザインはベースのクラウンマジェスタとの差別化は図られていない。ただし、クラウンマジェスタには設定されない3GR-FE型V6 3リッターエンジンを搭載するグレードが用意されている。
グレード構成は、4.3Lエンジンを搭載するHQ430と3Lエンジンを搭載するHQ300があり、HQ300には豪華型と商務型の2グレードが存在する。
また、2006年の北京モーターショーにはHQ430をベースにストレッチしたリムジン、「紅旗新旗舰」が出展された。
北朝鮮の指導者、金正日に贈られた。
2011年、生産終了。後継は紅旗・H7。